# Скалар
Скаларът (на латински: scalaris, от scala – стълба) е величина, чиято стойност може да се изрази с едно число. Най-често за скалари се взимат полетата на реалните или комплексните числа. Примери за скалари са дължина, площ, време, маса, плътност, температура и т.н.
- В абстрактната алгебра скаларът е елемент от основното скаларно поле (например от пръстена на естествените или полето на комплексните числа).
- В тензорното смятане скаларът е тензор от ранг (с размерност) (0,0).